# Roccasecca dei Volsci
Roccasecca dei Volsci là một đô thị tại tỉnh Latina trong vùng Lazio, có vị trí khoảng 80 km về phía đông nam của Roma và khoảng 25 km về phía đông của Latina.
Roccasecca dei Volsci giáp các đô thị: Amaseno, Priverno, Prossedi, Sonnino.